# Ardisia maxonii
Ardisia maxonii är en viveväxtart som beskrevs av Paul Carpenter Standley. Ardisia maxonii ingår i släktet Ardisia och familjen viveväxter. Inga underarter finns listade i Catalogue of Life.